# Felix Maria Davídek
Felix Maria Davídek (12 de enero de 1921 y 18 de agosto de 1988) fue un obispo de la Iglesia católica.

## Vida
Nació en Chrlice en lo que ahora es República Checa. Fue ordenado sacerdote el 29 de junio de 1945 en la diócesis de Brno. Fue arrestado por la  policía secreta checa y estuvo en prisión desde 1950 hasta 1964. Fue secretamente ordenado obispo por el obispo Jan Blaha, en apelación a los privilegios pontificios otorgados desde 1951 a 1989 a obispos en países comunistas, el 29 de octubre de 1967, y se le dio la asignación de pastor de la iglesia clandestina o en el estado comunista de Checoslovaquia. Murió por complicaciones de un accidente en el que sufrió quemaduras graves en la piel.
En 1992 se informó que en 1978 el "Vaticano ordenó al padre Davídek que dejara de desempeñar las funciones de obispo".

## Ordenaciones irregulares
El interés en Davídek aumentó enormemente cuando se reveló después de su muerte que, según el relato de Ludmila Javorová y otros, había administrado el sacramento de las órdenes sagradas a Javorova y a otras cuatro mujeres. El obispo Blaha declaró que tales ordenaciones habrían sido inválidas. El papa Juan Pablo II, en su carta apostólica de 1994 Ordinatio sacerdotalis, escribió que "Para que se eliminen todas las dudas sobre un asunto de gran importancia... declaro que la Iglesia no tiene autoridad alguna para conferir la ordenación sacerdotal a las mujeres y que este juicio debe ser asumido definitivamente por todos los fieles de la Iglesia".
Otras ordenaciones sacerdotales, incluso de hombres, durante el período de persecución posiblemente fueron inválidas, ilícitas o irregulares, según la enseñanza de la iglesia.
La situación irregular de los sacerdotes en la República Checa en el ministerio activo, pero cuya validez estaba en duda, se resolvió en gran medida en el año 2000 a través de conversaciones con la Santa Sede. En febrero de 2000, la Congregación para la Doctrina de la Fe emitió una declaración sobre el tema, anunciando (a) que con respecto a los sacerdotes célibes, una gran parte (unos 50 en total) había aceptado la decisión del papa de que deberían ser reordenados condicionalmente, y (b) que una nueva 22 sacerdotes casados también deberían ser reordenados condicionalmente y transferidos al rito bizantino-eslavo como miembros, a todos los efectos, del exarcado de la República Checa. Quedaba el estatus de algunos de los obispos y sacerdotes ordenados en secreto que no habían aceptado las normas (para la reordenación condicional) aprobadas por el papa, específicamente porque estaban convencidos de que ya habían sido ordenados válidamente. Si bien la Santa Sede confirmó que la "reordenación condicional" no excluía la posibilidad de que los hombres hubieran sido previamente ordenados válidamente, sostuvo la opinión de que las dudas sobre la validez eran genuinas:
"En realidad, según las investigaciones realizadas en cada caso, la ordenación sacerdotal no siempre fue conferida de manera válida; quizás en algunos casos lo haya sido, pero existían serias dudas al respecto, especialmente en el caso de las ordenaciones realizadas por el obispo Félix María Davidek."